# Callithrix humilis
Callibella humilis là một loài động vật có vú trong họ Cebidae, bộ Linh trưởng. Loài này được M. van Roosmalen, T. van Roosmalen, Mittermeier & de Fonseca miêu tả năm 1998.

## Hình ảnh

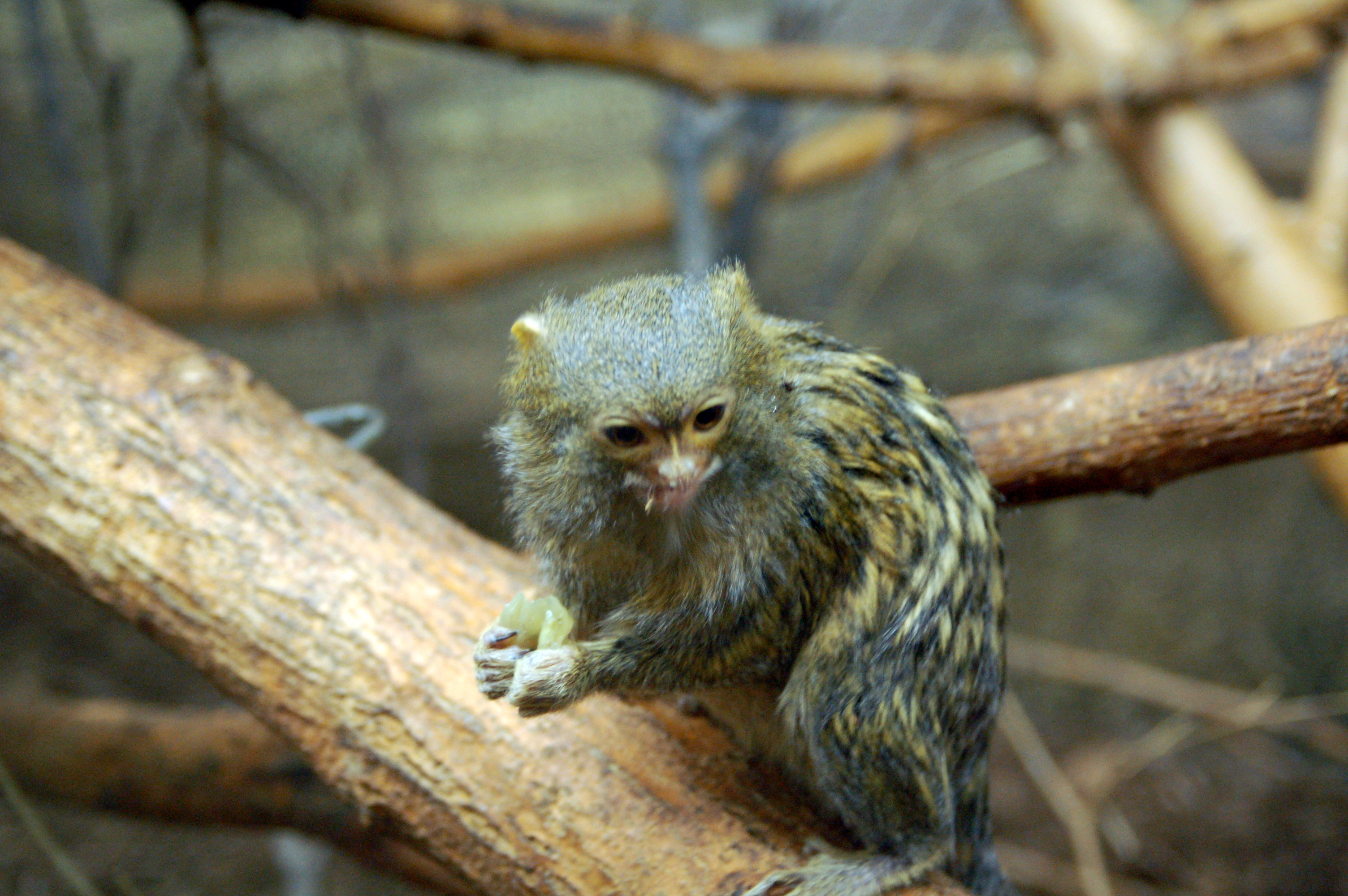
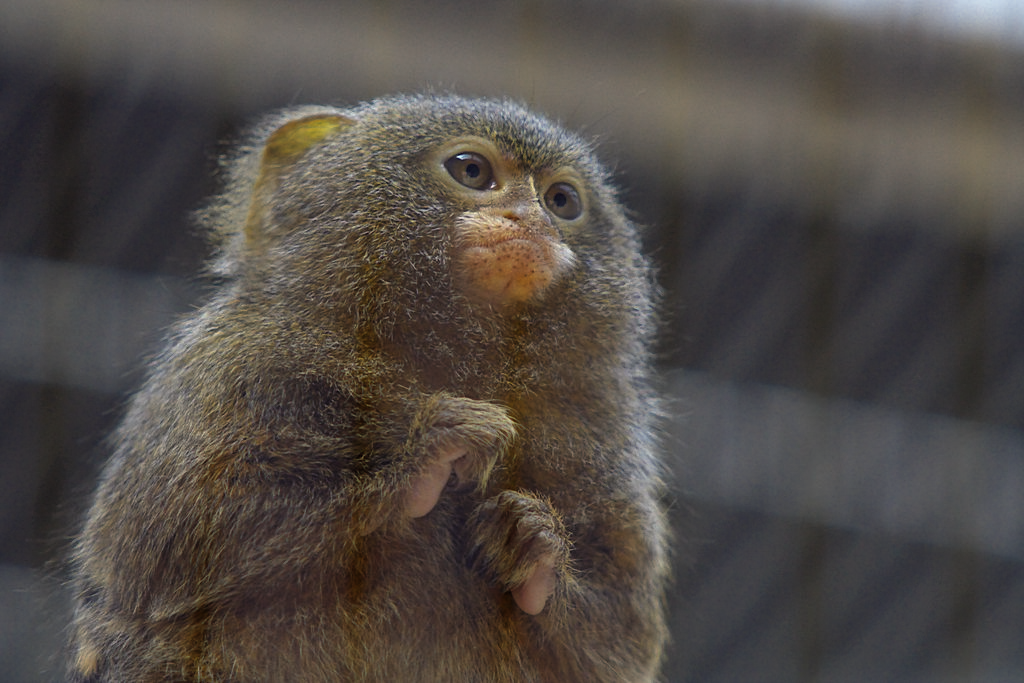
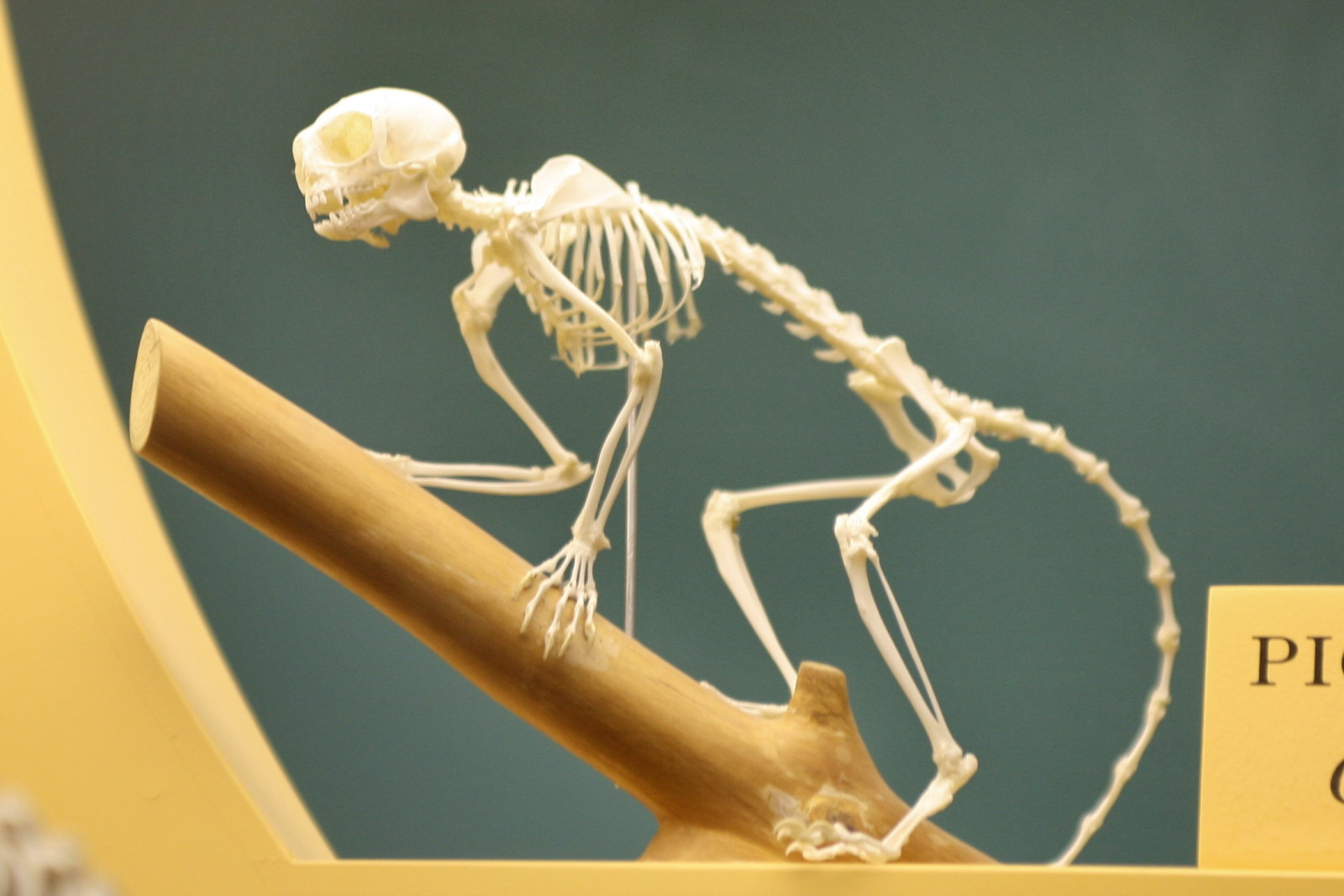